# إجاصة دون
إجاصة دون (بالإنجليزية: Don's Plum)‏ هو فيلم دراما تم إنتاجه في الدنمارك والسويد وصدر في سنة 2001. الفيلم من إخراج آر دي روب وكتابة آر دي روب وديفيد ستاتمان وديل ويتلي. من بطولة ليوناردو دي كابريو وتوبي ماغواير ونيكي كوكس وكيفين كونلي وجيني لويس. أُصدر الفيلم في مهرجان برلين السينمائي الدولي في 10 فبراير 2011، ثم في الدنمارك في 24 أغسطس في العام ذاته.

## الممثلون والشخصيات
- ليوناردو دي كابريو
- توبي ماغواير
- نيكي كوكس
- كيفين كونلي
- جيني لويس
- أمبر بينسون

## الميزانية والإيرادات
حقق أرباحا تقدر بـ 6,297 يورو.

## وصلات خارجية
- إجاصة دون على موقع IMDb (الإنجليزية)
- إجاصة دون على موقع قاعدة بيانات الأفلام العربية
- إجاصة دون على موقع ألو سيني (الفرنسية)
- إجاصة دون على موقع Turner Classic Movies (الإنجليزية)
- إجاصة دون على موقع أول موفي (الإنجليزية)
- إجاصة دون على موقع فيلمافينيتي (الإسبانية)
- إجاصة دون على موقع قاعدة بيانات الفيلم (الإنجليزية)
- إجاصة دون على موقع ليتربوكسد (الإنجليزية)
- إجاصة دون على موقع كينوبويسك (الروسية)